# Доње Пеуље
Доње Пеуље је насељено место у Босни и Херцеговини, у општини Босанско Грахово, које административно припада Федерацији Босне и Херцеговине. Према попису становништва из 2013. године, у насељу је живело 33 становника.

## Географија
Пеуље се деле на Горње и Доње. Село Доње Пеуље је смештено у подножју планина Шатор и Динаре. Село чини неколико засеока: Јардо, Главица, Подгора, Ђукићи, Гашић, Тривуновићи, Гвере и Албанија.
Одавде је најлакши успон на Шаторско језеро и планину Шатор.
Села имају великих проблема са снабдевањем водом у летњем периоду. У периоду пре деведесетих година 20. века урађен је велики део радова на изградњи водовода за насеље и на томе се стало. Путеви који воде за већи број засеока као што су Јардо, Гвере, Подгора, Ђукићи су у јако лошем стању, готово да је аутомобилом немогуће доћи до тих села.

## Становништво
| Националност       | 1991. | 1981. | 1971. | 1961. |
| Срби               | 320   | 450   | 320   | 476   |
| Југословени        |       | 16    |       | 1     |
| Хрвати             |       | 1     |       |       |
| остали и непознато | 3     |       | 1     |       |
| Укупно             | 323   | 467   | 321   | 477   |

| Демографија | Демографија | Демографија |
| Година      | Становника  | Становника  |
| ----------- | ----------- | ----------- |
| 1961.       | 477         |             |
| 1971.       | 321         |             |
| 1981.       | 467         |             |
| 1991.       | 323         |             |
| 2013.       | 33          |             |

## Слике села
| - Доње Пеуље - Доње Пеуље - Доње Пеуље |